# Colecția Nautilus
Colecția Nautilus de la editura Nemira a fost una din cele mai longevive colecții de literatură science-fiction,  fantasy și horror din România (post-1990), cu peste 200 de titluri individuale publicate. A introdus în România autori și serii celebre ca: Stephen King, Frank Herbert (Dune), Isaac Asimov (Fundația), Orson Scott Card (Ender), George R. R. Martin etc. De-a lungul anilor colecția a fost coordonată de Vlad Popescu, Emil Bărbulescu, Ștefan Ghidoveanu și Mihai-Dan Pavelescu.

## Istoric
Colecția Nautilus a debutat în 1992 cu publicarea romanului Vânătorul de recompense de Philip K. Dick și a continuat în același format până în anul 2003. După o perioadă de tranziție marcată de reeditări ale vechilor succese editoriale și căutarea unei noi identități, colecția a fost relansată în 2005. 
Din 15 octombrie 2018 editura a început să publice cărți science-fiction, fantasy, thriller și horror sub o nouă denumire, Armada.

## Autori publicați

### Autori români
(în ordinea publicării în colecție)
- Romulus Bărbulescu și George Anania
- Dănuț Ungureanu
- Mihail Grămescu
- Sebastian Corn
- Aurel Cărășel
- Ovidiu și Alexandru Pecican
- Dan Doboș
- Bogdan Gheorghiu

### Autori străini importanți
(în ordine alfabetică)
- Brian Aldiss
- Poul Anderson
- Isaac Asimov
- Clive Barker
- Stephen Baxter
- Greg  Bear
- Gregory Benford
- Alfred Bester
- Marion Zimmer Bradley
- Fredric Brown
- John Brunner
- Serge Brussolo
- Orson Scott Card
- Philip K. Dick
- Greg  Egan
- Philip José Farmer
- William Gibson
- Joe Haldeman
- Frank Herbert
- Stephen King
- Gerard Klein
- Dean Koontz
- Ursula K. LeGuin
- Stanislav Lem
- George R. R.  Martin
- Bujold Lois McMaster
- Abraham Grace Merritt
- Christopher Priest
- Kim Stanley Robinson
- Carl Sagan
- Robert Sheckley
- Robert Silverberg
- Norman Spinrad
- Arkadi și Boris Strugațki
- Bernard Werber
- Roger Zelazny

## Premii
La Euroconul din 1994, Editura Nemira a fost distinsă cu Premiul pentru cea mai bună editură SF europeană, pentru Colecția Nautilus. 

## Varia
- În 1992 a lansat revista Nautilus (îngrijită succesiv de Ștefan Ghidoveanu și Sebastian Corn) din care au apărut 5 numere.

- În 1994, 1995 și 1996 a publicat Antologiile SF Nemira, câte 2 volume pereche (în engleză și română) cu proze scurte de autori români.

- În perioada 1996-1998 a acordat premii pentru roman SF românesc: 2484 Quirinal Ave de Sebastian Corn, La capătul spațiului de Aurel Cărășel, respectiv Razzar de Ovidiu și Alexandru Pecican.

- În 1999, a publicat Dicționarul SF, până în prezent singura tentativă de catalogare a persoanelor implicate în science-fictionul românesc post-1990.

- În 2001 a publicat almanahul Nautilus (îngrijit de Ștefan Ghidoveanu), conținând texte de autori români și traduceri.

## Conținut
La început, cărțile din colecție nu au avut un element comun, dar mai târziu, la reeditare, au început să se caracterizeze prin una sau două linii luminoase, care trec orizontal pe coperta din față și continuă pe cotor până pe coperta din spate. Se mai caracterizează prin faptul că o literă din numele autorului este scrisă mai sofisticat și fiecare carte are o culoare specifică în care e trasă linia și în care e scrisă litera specială din numele autorului.

## Specific
Nautilus a fost lansată original ca o colecție SF, dar mai târziu a publicat și fantasy. Cărțile horror sunt chiar foarte rare, acestea fiind mai mult incluse în colecția Babel-horror și Babel-paranormal.
Este interesant să menționăm că aproape toate cărțile sunt selecte și cu un stil rafinat, coordonatorii orientându-se pe baza premiului Hugo pentru a alege titlurile și autorii.

## Vezi și
- Lista volumelor publicate în Colecția Nautilus